# Super Eurobeat presents ayu-ro mix 2
SUPER EUROBEAT presents ayu-ro mix 2 – dziewiąty remiksowy album Ayumi Hamasaki. Album został wydany 27 września 2001. Znalazł się na #1 miejscu w rankingu Oricon, utrzymywał się na tej pozycji przez 11 tygodni. Sprzedano 435 760 kopii.

## Lista utworów
| #  | Tytuł                                         | Remix                         | Czas |
| -- | --------------------------------------------- | ----------------------------- | ---- |
| 1  | "AUDIENCE" (Euro-Power Mix)                   | DAVE RODGERS                  | 4:08 |
| 2  | "evolution" (Time Is Pop Mix)                 | SERGIO DALL'ORA & LUCA DEGANI | 4:58 |
| 3  | "SEASONS" (愛 Eurobeat Mix)                   | SERGIO DALL'ORA & LUCA DEGANI | 5:02 |
| 4  | "Duty" (Power Mind Mix)                       | LAURENT NEWFIELD              | 4:54 |
| 5  | "vogue" (Traditional Mix)                     | DAVE RODGERS                  | 4:33 |
| 6  | "M" (Sweet Heart Mix)                         | LAURENT NEWFIELD              | 5:45 |
| 7  | "NEVER EVER" (Eurobeat Mix)                   | LAURENT NEWFIELD              | 4:15 |
| 8  | "Endless sorrow" (愛 Agressive Mix)           | SERGIO DALL'ORA & LUCA DEGANI | 5:12 |
| 9  | "Far away" (ayu-ro Extended Mix)              | BRATT SINCLAIRE               | 5:43 |
| 10 | "SURREAL" (Time A Go-Go Mix)                  | SERGIO DALL'ORA & LUCA DEGANI | 5:10 |
| 11 | "appears" (Melodic Extended Mix, Bonus Track) | SERGIO DALL'ORA & LUCA DEGANI | 5:33 |
| 12 | "kanariya" (Sweet Mix, Bonus Track)           | LAURENT NEWFIELD              | 6:03 |
| 13 | "immature" (Power Mix, Bonus Track)           | LAURENT NEWFIELD              | 5:34 |
| 14 | "UNITE!" (Euro-Power Mix, Special Track)      | DAVE RODGERS                  | 6:07 |